# Iva S. Greenwald
Iva Susan Greenwald (* 1956) ist eine US-amerikanische Genetikerin an der Columbia University. Sie ist vor allem für ihre Arbeiten zu dem konservierten Lin-12/Notch-Signalweg bekannt.

## Leben und Wirken
Iva Greenwald erwarb 1977 an der Cornell University einen Bachelor und 1982 bei H. Robert Horvitz am Massachusetts Institute of Technology mit der Arbeit Genetic studies of muscle structure and cell lineage in Caenorhabditis elegans einen Ph.D. Als Postdoktorandin arbeitete sie von 1983 bis 986 am Laboratory of Molecular Biology des britischen Medical Research Council (MRC). Von 1986 bis 1993 gehörte sie zum Lehrkörper der Princeton University, wo sie bis zum Associate Professor aufstieg. 1993 wechselte sie an die medizinische Fakultät der Columbia University. Hier ist sie (Stand 2025) Da Costa Professor of Biology und hat zusätzlich eine Professur für Biochemie und molekulare Biophysik inne. Von 1994 bis 2015 forschte sie zusätzlich für das Howard Hughes Medical Institute (HHMI).
Greenwald und Mitarbeiter verwenden Caenorhabditis elegans als Modellorganismus. Sie identifizierten und klärten grundlegenden Eigenschaften des Lin-12/Notch-Signalwegs, darunter seine Rolle als binärer Schalter zur Regulierung alternativer Entscheidungen über das Schicksal einer Zelle, seine Sequenz als Transmembranprotein und seine Funktion bei der Signalrezeption, seine beispielhafte Rolle bei der Rückkopplungsverstärkung interzellulärer Signale, die Entdeckung der intramembranären Protease Presenilin als Kernkomponente des Notch-Signalsystems und die Charakterisierung weiterer solcher Komponenten sowie gemeinsam mit Gary Struhl den neuartigen Mechanismus der Signaltransduktion durch Spaltung und Kernimport sowie die Rolle von Presenilin bei der Durchführung der transmembranären Spaltung. Jüngere Arbeiten befassen sich mit der Identifizierung neuer Regulatoren der Aktivität, des Transports und der Stabilität von LIN-12/Notch, wie etwa des Tumorsuppressors SEL-10/FBXW7, mit Zielgenen und genetischen Schaltkreisen und damit, wie LIN-12/Notch und andere Signale während der Ontogenese integriert werden.
Greenwald hat laut Google Scholar einen h-Index von 67, laut Datenbank Scopus einen von 55 (jeweils Stand August 2025). Sie gehört zu den Herausgebern von Proceedings of the National Academy of Sciences of the United States of America.
Iva S. Greenwald ist mit dem Genetiker und Entwicklungsbiologen Gary Struhl verheiratet, der ebenfalls eine Professur an der Columbia University innehat. Das Paar hat eine Tochter.

## Auszeichnungen (Auswahl)
- 2005 Mitglied der National Academy of Sciences[5]
- 2005 Mitglied der American Academy of Arts and Sciences[6][7]
- 2025 Wiley Prize in Biomedical Sciences[8]
- 2025 Canada Gairdner International Award[9][10]